# 新竹縣湖口鄉信勢國民小學
新竹縣立信勢國民小學（即「新竹縣湖口鄉信勢國民小學」，簡稱「信勢國小」），位於新竹縣湖口鄉信義村成功路360號。

## 校史沿革
- （1956年）民國45年8月1日 創設「新湖國民學校信勢分校」。
- （1958年）民國47年3月20日 由新湖國校遷移現校址。
- （1958年）民國47年8月1日 奉准獨立改稱為「新竹縣湖口鄉信勢國民學校」。
- （1962年）民國51年11月14日 新購操場約0.5甲地。
- （1968年）民國57年8月1日 奉令改為「新竹縣湖口鄉信勢國民小學」。
- （1974年）民國63年8月10日 建綜合球場一座。
- （1976年）民國65年8月26日 建圍牆、圓環、鐵門、涼亭等工程。
- （1980年）民國69年1月 增購校地1.0433公頃（3155坪）。
- （1986年）民國75年8月1日 成立自立幼稚園。
- （1987年）民國76年5月9日 校園填土、建排水溝、孔子塑像、花園工程驗收使用。
- （1988年）民國77年8月 校地擴增0.6公頃。
- （1989年）民國78年8月1日 該校自立幼稚園奉准改為附設幼稚園。
- （1993年）民國82年 操場完成鋪設PU跑道。
- （1994年）民國83年12月1日活動中心工程開工。
- （1996年）民國85年3月6日 活動中心落成。
- （1999年）民國88年2月1日 開辦學生營養午餐。
- （2002年）民國91年10月31日 至善樓新建工程開工動土典禮，鄭永金縣長、黃德共鄉長蒞臨剪綵。
- （2003年）民國92年8月1日 資源班成立。
- （2004年）民國93年4月17日 至善樓落成啟用。
- （2005年）民國94年8月1日 附設幼稚園由半天班改為全天班。
- （2007年）民國96年新建廁所2間。
- （2008年）民國97年4月19日 舉辦創校五十周年校慶。
- （2010年）民國99年 校舍屋頂防漏隔熱工程。
- （2011年）民國100年11月 圍牆整修並加舖學生專用道工程完工。
- （2021年）民國110年3月10日 樂群樓落成啟用。

## 歷任校長
- （1958年）第一任 劉鵬元（民國47年9月18日～民國61年2月5日）
- （1972年）第二任 葉滋薰（民國61年2月5日～民國69年4月2日）
- （1980年）第三任 劉鵬元（民國69年4月2日～民國71年8月31日）
- （1982年）第四任 曾錦象（民國71年9月1日～民國77年2月1日）
- （1988年）第五任 陳英炳（民國77年2月1日～民國85年2月1日）
- （1996年）第六任 范金山（民國85年2月1日～民國91年2月1日）
- （2002年）第七任 莊資猛（民國91年3月1日～民國96年2月1日）
- （2007年）第八任 蘇文爐（民國96年2月1日～民國100年8月1日）
- （2011年）第九任 柯律安（民國100年8月1日～民國106年2月1日）
- （2017年）代理 陳麗鳳（民國106年2月1日～民國106年8月1日）
- （2017年）第十任 李杏煖（民國106年8月1日～民國112年8月1日）
- （2023年）第十一任 曾德鴻（民國112年8月1日～）

## 校歌
詞／曲：陳寅暉
北勢溪畔，流水潺潺；
銀樺樹下，回憶點點。
信勢兒童，神采奕奕；
讀書遊戲，快樂無比。
緬懷先賢，明德至善；
成功之路，就在眼前（昂首向前）。

## 學校概況
- 國小54班
- 國小資源班2班
- 附設幼兒園3班

國小學生1480人（2024年6月28日）。

## 學校環境
該校位於湖口鄉成功路北勢溪畔，原屬信勢村，後因行政區調整改為信義村。緊鄰湖口市區。

## 學校特色
- 鼓舞隊

該校鼓舞隊起源於民國七十年代初期，當時由鄭靜英老師、徐榮蔘老師和孫純惠老師共同指導學生而成立。從成立迄今四十餘年間，均為該校校慶大會及歷屆湖口鄉運動會開幕式之重要表演節目，亦曾多次參與國慶日遊街活動。2013年3月應邀參加臺灣燈會踩街活動，2014年2月參與新竹縣中小學運動大會開幕表演，2015年10月參加2015台灣國際客家文化嘉年華及2016年10月參加2016新竹縣國際花鼓藝術節踩街活動。鼓舞隊從創立到目前已歷經多位老師的接棒，主要者如楊淑貞老師、黃世欽老師、呂惠珠老師、林靜玲老師、蘇珮瑛老師、周貴蘭老師、陳寅暉老師、徐鳳君老師、黎士嘉老師……等，現在已發展成信勢國小重要的傳統節目與精神象徵。
- 金龍隊
- 合唱團

2009年12月，參加新竹縣九十八學年度學生音樂比賽，榮獲合唱國小B組優等第一名，代表新竹縣參加全國賽。
- 童軍團
- 管樂團

管樂團成立於2006年11月。樂團以社團發展為取向，多利用課餘時間練習。
- 桌球隊
- 跳繩隊

## 畢業校友
- 羅春清（第3屆）——前台灣省教育廳督學
- 范成炬（第4屆）——前台灣微軟總裁
- 周碩樑（第5屆）——前國立竹北高中校長

## 外部連結
- 新竹縣湖口鄉信勢國民小學 （页面存档备份，存于）